# NAC Breda in het seizoen 2009/10
Het seizoen 2009-2010 van NAC Breda was het 53ste seizoen van de Nederlandse voetbalclub in het betaald voetbal. De club speelde net als het voorgaande seizoen, toen het op de zesde plaats was geëindigd, in de Eredivisie. Nagenoeg het gehele seizoen deed NAC Breda mee in 'het linkerrijtje'. Op de laatste speeldag werd verloren van FC Twente, waardoor de club deelname misliep aan de play-offs voor Europees voetbal. FC Twente werd die dag kampioen van Nederland voor het eerst in de geschiedenis van de club uit Enschede.

## Achtergrond
In het voorgaande seizoen was NAC Breda na de reguliere competitie op de 8ste plaats geëindigd, maar na winstpartijen in de play-offs tegen Feyenoord en FC Groningen behaalde NAC voorronde Europa League en eindigde op een officiële 6e plaats.

### Overzicht mutaties selectie

#### Vertrokken spelers voor aanvang seizoen
| speler           | positie    | nieuwe club    | bijzonderheden       |
| ---------------- | ---------- | -------------- | -------------------- |
| Patrick Mtiliga  | linksback  | Málaga CF      | einde contract       |
| Aykut Demir      | verdediger | Gençlerbirligi | einde contract       |
| Nourdin Boukhari | aanvaller  | Kasımpaşa SK   | einde contract       |
| Fouad Idabdelhay | aanval     | RKC Waalwijk   | verhuurd voor 1 jaar |

#### Aangetrokken spelers voor aanvang seizoen
| Speler                  | positie     | oude club    | bijzonderheden       |
| ----------------------- | ----------- | ------------ | -------------------- |
| Ömer Bayram             | linksbuiten | eigen jeugd  | contract voor 3 jaar |
| Ferne Snoyl             | linksback   | RKC Waalwijk | contract voor 2 jaar |
| Nemanja Gudelj          | verdediger  | eigen jeugd  | contract voor 3 jaar |
| Robbert Schilder        | linkshalf   | AFC Ajax     | contract voor 4 jaar |
| Leonardo Vitor Santiago | aanval      | AFC Ajax     | contract voor 4 jaar |

## Statistieken

### Europa League
| datum            | ronde |                  | uitslag |                  | doelpunt(en) NAC                            |
| ---------------- | ----- | ---------------- | ------- | ---------------- | ------------------------------------------- |
| 16 juli 2009     | 2Q    | NAC Breda        | 6-0     | Gandzasar Kapan  | Kwakman, De Graaf (2x), Amoah (2x), Lurling |
| 23 juli 2009     | 2Q    | Gandzasar Kapan  | 0-2     | NAC Breda        | Lurling, De Graaf                           |
| 30 juli 2009     | 3Q    | Polonia Warschau | 0-1     | NAC Breda        | Kwakman                                     |
| 6 augustus 2009  | 3Q    | NAC Breda        | 3-1     | Polonia Warschau | Amoah, Lurling, Kwakman                     |
| 20 augustus 2009 | P.O.  | NAC Breda        | 1-3     | Villarreal CF    | Loran                                       |
| 27 augustus 2009 | P.O.  | Villarreal CF    | 6-1     | NAC Breda        | De Graaf                                    |

### Competitiewedstrijden
| datum             |                  | uitslag |                  | doelpunt(en) NAC                 | punten | ranglijst |
| ----------------- | ---------------- | ------- | ---------------- | -------------------------------- | ------ | --------- |
| 2 augustus 2009   | ADO Den Haag     | 1-2     | NAC Breda        | Lurling, Amoah                   | 3      | 6         |
| 9 augustus 2009   | NAC Breda        | 0-0     | Heracles Almelo  |                                  | 4      | 6         |
| 16 augustus 2009  | FC Groningen     | 1-2     | NAC Breda        | De Graaf, Kwakman                | 7      | 4         |
| 23 augustus 2009  | PSV              | 3-1     | NAC Breda        | De Graaf                         | 7      | 8         |
| 30 augustus 2009  | NAC Breda        | 2-0     | SC Heerenveen    | Kwakman, Amoah                   | 10     | 7         |
| 13 september 2009 | AFC Ajax         | 6-0     | NAC Breda        |                                  | 10     | 8         |
| 19 september 2009 | Roda JC          | 2-0     | NAC Breda        |                                  | 10     | 8         |
| 27 september 2009 | NAC Breda        | 0-2     | Feyenoord        |                                  | 10     | 9         |
| 3 oktober 2009    | AZ Alkmaar       | 1-0     | NAC Breda        |                                  | 10     | 11        |
| 17 oktober 2009   | NAC Breda        | 4-0     | Vitesse          | De Graaf, Kwakman, Lurling 2×    | 13     | 8         |
| 24 oktober 2009   | NAC Breda        | 1-0     | RKC Waalwijk     | Lurling                          | 16     | 7         |
| 30 oktober 2009   | VVV-Venlo        | 1-1     | NAC Breda        | Leonardo                         | 17     | 8         |
| 8 november 2009   | NAC Breda        | 4-0     | Willem II        | Elshot, Kwakman, Amoah, Leonardo | 20     | 6         |
| 21 november 2009  | NAC Breda        | 3-3     | N.E.C.           | E.D., Amoah 2×                   | 21     | 7         |
| 29 november 2009  | FC Utrecht       | 3-1     | NAC Breda        | Amoah                            | 21     | 8         |
| 4 december 2009   | NAC Breda        | 2-2     | Sparta Rotterdam | Leonardo, Zwaanswijk             | 22     | 8         |
| 12 december 2009  | FC Twente        | 3-1     | NAC Breda        | De Graaf                         | 22     | 8         |
| 17 januari 2010   | NAC Breda        | 1-1     | AFC Ajax         | Cairo                            | 23     | 8         |
| 23 januari 2010   | RKC Waalwijk     | 0-1     | NAC Breda        | Leonardo                         | 26     | 8         |
| 30 januari 2010   | NAC Breda        | 2-0     | VVV-Venlo        | Zwaanswijk, Lurling              | 29     | 7         |
| 2 februari 2010   | NAC Breda        | 1-1     | AZ Alkmaar       | Kwakman                          | 30     | 7         |
| 5 februari 2010   | Willem II        | 1-2     | NAC Breda        | De Graaf, Amoah                  | 33     | 6         |
| 12 februari 2010  | N.E.C.           | 4-2     | NAC Breda        | Snoyl, Lurling                   | 33     | 8         |
| 20 februari 2010  | NAC Breda        | 0-2     | FC Utrecht       |                                  | 33     | 9         |
| 28 februari 2010  | Sparta Rotterdam | 2-2     | NAC Breda        | Amoah,Fehér                      | 34     | 8         |
| 6 maart 2010      | NAC Breda        | 2-1     | PSV              | Gorter, Schilder                 | 37     | 8         |
| 13 maart 2010     | NAC Breda        | 0-3     | FC Groningen     |                                  | 37     | 9         |
| 20 maart 2010     | Heracles Almelo  | 3-0     | NAC Breda        |                                  | 37     | 9         |
| 26 maart 2010     | NAC Breda        | 3-0     | ADO Den Haag     | Lurling, Kwakman, Amoah          | 40     | 9         |
| 4 april 2010      | Feyenoord        | 0-0     | NAC Breda        |                                  | 41     | 9         |
| 10 april 2010     | NAC Breda        | 1-0     | Roda JC          | Gorter                           | 44     | 9         |
| 13 april 2010     | Vitesse          | 1-1     | NAC Breda        | De Graaf                         | 45     | 9         |
| 18 april 2010     | SC Heerenveen    | 0-0     | NAC Breda        |                                  | 46     | 9         |
| 2 mei 2010        | NAC Breda        | 0-2     | FC Twente        |                                  | 46     | 10        |

### Wedstrijden KNVB beker
| datum             | fase       |                    | uitslag |                 | doelpunt(en) NAC                           |
| ----------------- | ---------- | ------------------ | ------- | --------------- | ------------------------------------------ |
| 23 september 2009 | 2de        | Willem II          | 2-3     | NAC Breda       | Leonardo 2×, Amoah                         |
| 27 oktober 2009   | 3de        | De Treffers        | 1-6     | NAC Breda       | Leonardo 2×, Amoah, Lurling, Gorter, Fehér |
| 23 december 2009  | 1/8 finale | Jong De Graafschap | 0-2     | NAC Breda       | Amoah, Gilissen                            |
| 27 januari 2010   | 1/4 finale | NAC Breda          | 1-2     | Go Ahead Eagles | Gorter                                     |